# Со Кан Джун
Со Кан Джун (кор. 서강준, ім'я при народженні Лі Син Хван, кор. 이승환, 李承桓; нар. 12 жовтня 1993, Кунпхо, провінція Кьонгі, Республіка Корея) — південнокорейський актор, співак та модель.

## Біографія
Лі Син Хван народився в місті Кунпхо, що є містом-супутником Сеула. Перед початком акторської кар'єри взяв сценічне ім'я Со Кан Джун. Свою акторську кар'єру розпочав у 2012 році з виконання епізодичних ролей у телевізійних серіалах. Першу головну роль Кан Джун зіграв у 2014 році в романтичному серіалі «Хитрість однієї леді», вдало зіграна роль принесла актору першу нагороду. Зростання популярності актора пов'язане з головними ролями у серіалах «Сир у пастці» та «Антураж». У 2018 році Кан Джун отримав головну роль у науково-фантастичному серіалі «Ти людина?», де він вдало зіграв одразу двох персонажів, спадкоємця чеболя що впав в кому та андроїда його точну копію.

## Фільмографія

### Телевізійні серіали
| Рік  | Назва                                      | Роль                           | Мережа            |
| ---- | ------------------------------------------ | ------------------------------ | ----------------- |
| 2012 | «Тобі красивому»                           | студент (серія 3, 7)           | SBS               |
| 2013 | «Після школи: успіх чи ні»                 | Со Кан Джун                    | Nate BTV          |
| 2013 | «Добрий лікар»                             | студент з розладом (серія 12)  | KBS2              |
| 2013 | «Підозріла домогосподарка»                 | Чхве Су Хьок                   | SBS               |
| 2013 | «Вбивство Хан Ільдже» (спеціальна драма)   | Юн Ха                          | MBC               |
| 2014 | «Хитрість однієї леді»                     | Гук Син Хьон                   | MBC               |
| 2014 | «Що сталося у моїй родині?»                | Юн Ин Хо                       | KBS2              |
| 2014 | «Краще майбутнє»                           | Чхве Го                        | Naver             |
| 2015 | «Чудова політика»                          | Хон Чу Вон                     | MBC               |
| 2015 | «Далі буде»                                | старший брат Арін              | MBC every 1 Naver |
| 2016 | «Сир у пастці»                             | Пек Ін Хо                      | tvN               |
| 2016 | «Артист мистецтв»                          | Лі Сан Вон (камео, серія 8, 9) | SBS               |
| 2016 | «Антураж»                                  | Ча Йон Бін                     | tvN               |
| 2017 | «Лихоманка ідола»                          | Камео                          | Naver             |
| 2018 | «Ти людина?»                               | Нам Шин / Нам Шин III          | KBS2              |
| 2018 | «Третій шарм»                              | О Чун Йон                      | JTBC              |
| 2019 | «Спостерігач»                              | Кім Йон Гун                    | OCN               |
| 2020 | «Я прийду до тебе коли буде хороша погода» | Ім Ин Соп / Кім Чін Хо         | JTBC              |
| 2022 | «Сіть» (вебсеріал)                         | Кім Се Ха / Квон Се Ха         | Disney+           |

### Фільми
| Рік  | Назва                     | Роль           |
| ---- | ------------------------- | -------------- |
| 2014 | «Моя любов, моя наречена» | Чун Су         |
| 2015 | «Внутрішня краса»         | У Чжін (камео) |
| 2015 | «Літній сніг»             | Хан Сан Кю     |
| 2021 | «Попурі на кінець року»   | Лі Кан         |

## Нагороди
| Рік  | Нагорода                                            | Категорія                                               | Робота                               | Результат | Прим. |
| ---- | --------------------------------------------------- | ------------------------------------------------------- | ------------------------------------ | --------- | ----- |
| 2014 | 7-а Премія корейської драми                         | Кращий новий актор                                      | «Хитрість однієї леді»               | Перемога  |       |
| 2014 | 16-й Сеульський міжнародний юношеский кінофестиваль | Кращий новий актор                                      | «Хитрість однієї леді»               | Номінація |       |
| 2014 | Премія MBC драма                                    | Кращий новий актор                                      | «Хитрість однієї леді»               | Номінація |       |
| 2014 | Премія KBS драма                                    | Кращий новий актор                                      | «Що сталося у моїй родині?»          | Номінація |       |
| 2014 | Премія розваг SBS                                   | Кращий новачок                                          | «Сусід по кімнаті» (розважальне шоу) | Номінація |       |
| 2015 | 8-а Премія корейської драми                         | Нагорода за майстерність (актор)                        | «Чудова політика»                    | Номінація |       |
| 2015 | 8-а Премія корейської драми                         | Горяча зірка                                            | «Чудова політика»                    | Перемога  | [ 4 ] |
| 2016 | Премія tvN 10                                       | Зроблено tvN (актор драми)                              | «Сир у пастці»                       | Номінація |       |
| 2016 | 1-а Премія азійський артист                         | Нагорода за професіоналізм                              | «Сир у пастці»                       | Перемога  | [ 5 ] |
| 2017 | 2-а Премія азійський артист                         | Кращий актор-ікона                                      |                                      | Перемога  | [ 6 ] |
| 2018 | 11-а Премія корейської драми                        | Нагорода за майстерність (актор)                        | «Ти людина?»                         | Номінація | [ 7 ] |
| 2018 | 32-га Премія KBS драма                              | Нагорода за майстерність (актор середньотривалої драми) | «Ти людина?»                         | Перемога  | [ 8 ] |
| 2018 | 32-га Премія KBS драма                              | Краща пара разом з Кон Син Йон                          | «Ти людина?»                         | Перемога  | [ 8 ] |